# Nannocoris arenarius
Nannocoris arenarius är en insektsart som beskrevs av Willis Blatchley 1926. Nannocoris arenarius ingår i släktet Nannocoris och familjen Schizopteridae. Inga underarter finns listade i Catalogue of Life.